# The Hunting Party
| 전문가 평가            | 전문가 평가 |
| 총 점수                | 총 점수     |
| 출처                   | 점수        |
| ---------------------- | ----------- |
| 메타크리틱             | 65/100      |
| 평가 점수              |             |
| 출처                   | 점수        |
| AllMusic               | [ 2 ]       |
| Billboard              | 74/100      |
| Consequence of Sound   | C–          |
| The Guardian           | [ 5 ]       |
| Loudwire               | [ 6 ]       |
| The New Zealand Herald | [ 7 ]       |
| NME                    | 6/10        |
| Revolver               | 4/5         |
| Rolling Stone          | [ 10 ]      |
| USA Today              | [ 11 ]      |

《The Hunting Party》는 미국의 록 밴드 린킨 파크의 여섯 번째 스튜디오 음반이다. 밴드 멤버 마이크 시노다와 브래드 델슨이 프로듀싱한 이 음반은 워너 브라더스 레코드와 머신 샵 레코드가 2014년 6월 13일에 발매했다. 이 음반은 《Meteora》 (2003년) 이후 릭 루빈과 함께 프로듀싱하지 않은 첫 번째 음반이다. 《The Hunting Party》라는 제목은 문맥상 은유이다. 린킨 파크는 록의 에너지와 영혼을 되살리기 위해 사냥하는 정당이다.
스타일리쉬하게, 《The Hunting Party》는 이 밴드의 이전 두 스튜디오 음반인 《A Thousand Suns》(2010년)와 《Living Things》(2012년)의 일렉트로닉 록과 실험적인 사운드에서 탈피한 것이며, 이 밴드의 누 메탈 사운드에 복귀한 것이다. 시노다에 의해 단순히 "록 레코드"라고 묘사된 이 음반은 그가 "다른 밴드가 되려고 노력하며 안전하게 연주하려고 한다"고 비난한 컨템포러리 메인스트림 및 액티브 록 밴드에 대한 밴드의 진술로 작용한다. 제임스 진의 원작을 바탕으로 한 브랜든 파비니의 커버 아트로 포장된 이 음반은 녹음과 제작에 1년 미만의 시간이 걸렸고, 이 밴드는 즉흥적으로 자료를 썼다. 이 음반에는 또한 헬멧의 페이지 해밀턴, 시스템 오브 어 다운의 다론 말라키안, 레이지 어게인스트 더 머신의 톰 모렐로, 라킴 등의 게스트 참여가 담겨 있어 린킨 파크가 스튜디오 음반에서 다른 가수들과 협연을 한 것은 이번이 처음이다.
이 음반은 이 밴드와 워너 브라더스에 의해 홍보되었고, 이 음반의 발매와 음반 청취 파티를 앞두고 여러 홍보 티저와 인터뷰가 제작되고 발매되었다. 이 밴드는 이 음반을 지원하기 위해 The Hunting Party Tour 뿐만 아니라 30 세컨즈 투 마스와 함께 더블 헤드라인 투어인 Carnivores Tour에 착수했다. 《The Hunting Party》의 다섯 개의 싱글이 발매되었고, 〈Guilty All the Same〉은 2014년 3월에, 〈Until It's Gone〉은 2014년 5월에, 그리고 〈Wastelands〉, 〈Rebellion〉, 〈Final Masquerade〉는 2014년 6월에 발매되었다.
이 음반은 비평가들로부터 대체로 긍정적인 평가를 받았는데, 비평가들은 이 음반이 이전 음반들의 더 헤비한 록 사운드에 복귀했다고 칭찬했다. 이 음반은 미국 빌보드 200에서 3위로 데뷔했고, 《리볼버》의 "2014년 최고의 음반 20장" 목록에서 4위에 올랐다. 이 음반은 미국에서 백만 장의 판매로 플래티넘 인증을 받았다.

## 배경

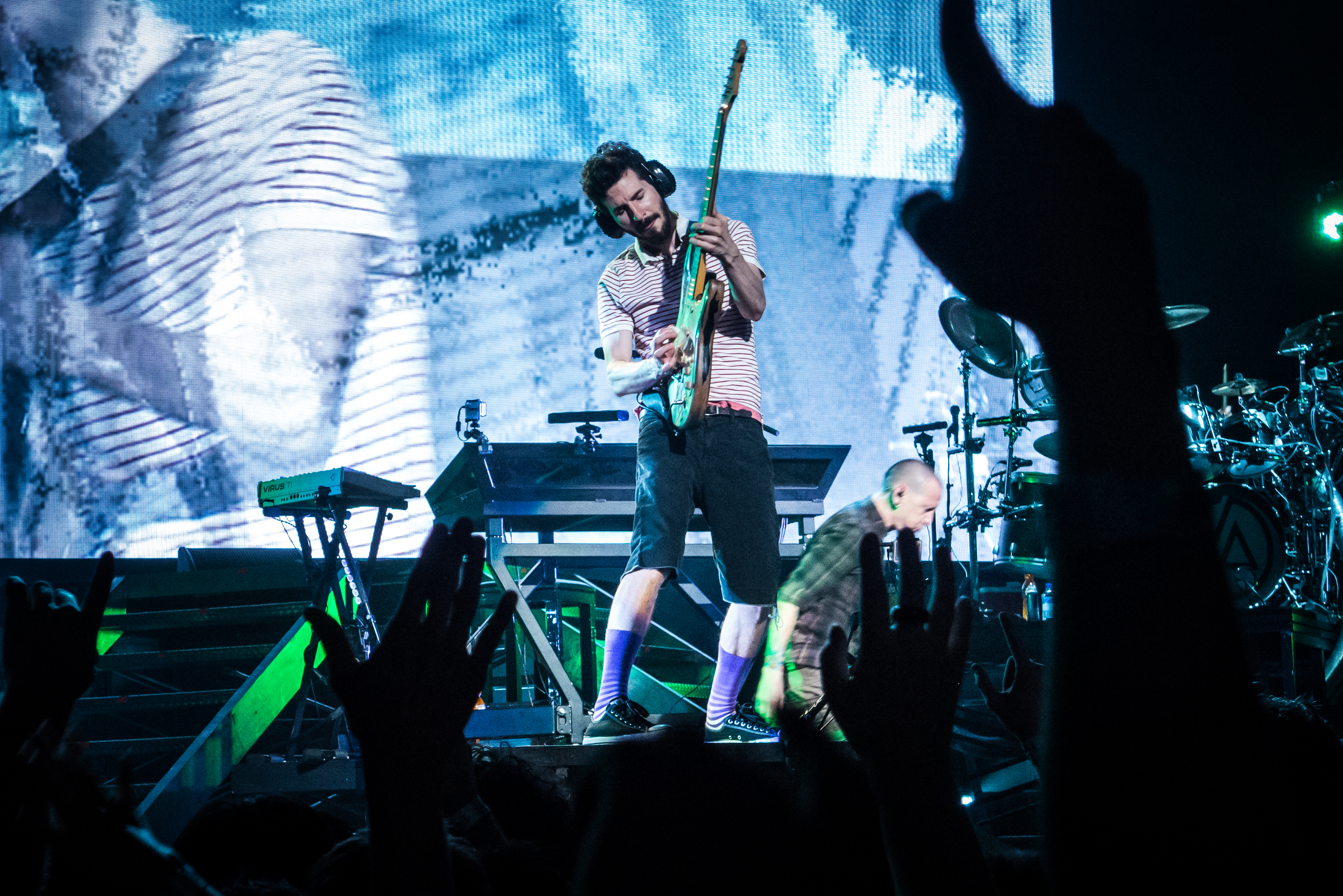
린킨 파크는 Living Things World Tour 동안, 2013년 사운드웨이브에서 공연했다.

2010년과 2012년에 린킨 파크는 각각 네 번째와 다섯 번째 스튜디오 음반인 《A Thousand Suns》와 《Living Things》를 발매했다. 릭 루빈과 마이크 시노다에 의해 프로듀싱한 이 음반들은, 이 밴드의 음악적 방향이 《Hybrid Theory》(2000년)과 《Meteora》(2003년)로 인식된, 누 메탈 지향적인 사운드에서 좀 더 실험적이고 "최첨단" 사운드로 전환되었다. 일렉트로니카에 영향을 받은 그 음반은 상업적으로 성공했다.
이 밴드의 여섯 번째 스튜디오 음반에 대한 프로듀싱은 시노다가 이 밴드의 이전 두 스튜디오 음반의 일렉트로닉이고 실험적인 사운드를 중단하기로 결정한 일련의 사건들의 결과로 시작되었다. 시노다는 원래 2013년 밴드의 Living Things World Tour 동안 밴드의 여섯 번째 스튜디오 음반을 위해 《A Thousand Suns》와 《Living Things》의 사운드를 계속 녹음하고 데모를 프로듀싱했다. 그는 밴드 동료들에게 데모를 보여주었고, 루빈도 데모를 긍정적이었지만, 시노다에게는 그가 기대했던 것보다 더 "귀엽다"라고 표현했다. 하지만, 투어가 끝난 후 다시 데모를 듣고 난 후, 시노다는 특히 루빈의 발언 이후, 자신의 자료에 대해 강한 부정감을 느꼈다. 워너 뮤직의 인터뷰에서 시노다는 "저는 이 음악을 믿지 않아요. 실수에요. 저는 제가 만드는 것이 마음에 들지 않습니다. 저는 그 과정으로 되돌아가서 모든 것을 폐기하고 새로운 것을 시작했습니다."
"새롭지 않고 더 이상 멋지지 않은" 사운드를 남기고 만들어진 《A Thousand Suns》와 《Living Things》에 이어, 이 밴드의 여섯 번째 스튜디오 음반은 그들의 이전 두 스튜디오 음반의 일렉트로닉 사운드가 밴드의 전통적인 록 기악에 유리하게 떨어지면서 밴드의 초기 사운드에 복귀하는 것으로 접근되었다. 《Hybrid Theory》을 템플릿으로 사용하여, 이 밴드는 2000년이 아닌 2014년에 현대적 맥락에서 작곡하고 녹음했다. 기타리스트 브래드 델슨은 이 음반이 "얼터너티브 《Hybrid Theory》"과 "아마도 그 프리퀄"이라고 농담으로 말했는데, 이 음반은 밴드가 음악 활동을 시작하기 전에 들은 아티스트들로부터 영감을 받은 음반이었다. 시노다는 《롤링 스톤》에게 《The Hunting Party》를 둘러싼 아이디어에 대해 말했다. "우리는 시끄러운 레코드를 만드는 18세 아이들이 아닙니다. 우리는 37세의 성인들입니다. 그리고 37세의 노인을 화나게 하는 것은 그 당시 우리를 화나게 했던 것과는 다릅니다."

## 구성
그 밴드는 이전 음반들과는 달리 《The Hunting Party》를 위한 새로운 자료를 작성하는 다른 방법을 택했다. 그들의 이전의 모든 음반에 대해 그들은 스튜디오에서 쓰고, 데모하고, 재녹음하는 전통적인 방법을 사용했지만, 대신 노래들은 미리 쓰거나 작곡된 자료가 없는 스튜디오 자체에서 쓰여지고 작곡되었다. 델슨은 《프리미어 기타》와의 인터뷰에서 음반에 사용된 방법에 대해 말했다. "의도하지 않은 어떤 것이 하루 종일 내가 내는 가장 멋진 소리일 수도 있고, 그러한 실수들이 어떻게 일어나도록 하고, 그것들을 잠재적으로 멋진 음악을 만들어 낼 수 있는지를 아는 것"이라고 말했다.
이 음반은 전문 리뷰어들에 의해 얼터너티브 메탈, 누 메탈, 하드 록, 랩 록, 랩 메탈로 묘사되어 왔다. 시노다는 이 음반의 사운드를 1990년대 스타일의 록 음반으로 묘사했다. "시끄럽고 록이지만, 90년대 하드코어 펑크-스래시에 더 가까운, 전에 들어 본 것 같은 느낌은 아닙니다." 그는 음악 산업에서 현대 록의 "약점" 상태를 더 헤비한 록 음반을 녹음할 때 영감을 주는 것으로 묘사했고, 1990년대의 사운드를 다시 선두로 끌어올리기 위해 노력했다. 시노다는 얼터너티브 라디오의 현대적 상태를 비판하며 "하임이나 처치스, 뱀파이어 위켄드 같은 소리들이 너무 많아서 배가 불러요. 내가 갈망하는 것은 그것이 아니다. LA에 있는 록 스테이션을 켜면 디즈니 상업음악처럼 들려요." 이것은 처치스의 반응을 이끌어냈고, 그들의 리드 싱어인 로런 메이버리는 시노다의 발언을 "의미없는 발굴"이라고 불렀다.

## 상업 실적
이 음반은 미국 빌보드 200에서 라나 델 레이의 《Ultraviolence》과 샘 스미스의 《In the Lonely Hour》의 뒤를 이어 3위로 데뷔했으며, 미국에서는 첫 주에 11만 장이 팔렸다. 비록 미국에서 3개의 음반이 10만 장 이상 팔린 2014년 첫 주였지만, 그것은 린킨 파크의 가장 낮은 정점 스튜디오 음반이 되었다. 2주째에, 이 음반은 29,000장이 팔리면서 차트에서 9위로 떨어졌다. 3주째에, 이 음반은 16,000장이 더 팔렸고, 미국에서 총 음반 판매량은 155,000장이 되었다. 2014년 12월 현재 이 음반은 미국에서 231,150장이 팔렸다. 느린 판매에도 불구하고, 이 음반은 2017년 12월에 미국에서 플래티넘 인증을 받았다.

## 곡 목록
모든 곡들은 특별한 언급이 없는 한 린킨 파크에 의해 작사/작곡하였다.
| #   | 제목                                      | 작사·작곡                | 재생 시간 |
| --- | ----------------------------------------- | ------------------------ | --------- |
| 1.  | 〈Keys to the Kingdom〉                   |                          | 3:38      |
| 2.  | 〈All for Nothing (Feat. 페이지 해밀턴)〉 |                          | 3:33      |
| 3.  | 〈Guilty All the Same (Feat. 라킴)〉      | 린킨 파크, 윌리엄 그리핀 | 5:55      |
| 4.  | 〈The Summoning (기악)〉                  |                          | 1:00      |
| 5.  | 〈War〉                                   |                          | 2:11      |
| 6.  | 〈Wastelands〉                            |                          | 3:15      |
| 7.  | 〈Until It's Gone〉                       |                          | 3:53      |
| 8.  | 〈Rebellion (Feat. 다론 말라키안)〉       | 린킨 파크, 다론 말라키안 | 3:44      |
| 9.  | 〈Mark the Graves〉                       |                          | 5:05      |
| 10. | 〈Drawbar (기악) (Feat. 톰 모렐로)〉      |                          | 2:46      |
| 11. | 〈Final Masquerade〉                      | 린킨 파크, 에밀 헤이니   | 3:37      |
| 12. | 〈A Line in the Sand〉                    |                          | 6:35      |

## 인증
| 국가                                                                                         | 인증     | 판매량/출하량 |
| -------------------------------------------------------------------------------------------- | -------- | ------------- |
| 오스트리아 (IFPI 오스트리아)                                                                 | 골드     | 7,500*        |
| 캐나다 (뮤직 캐나다)                                                                         | 골드     | 40,000^       |
| 독일 (BVMI)                                                                                  | 플래티넘 | 200,000       |
| 이탈리아 (FIMI)                                                                              | 골드     | 25,000*       |
| 헝가리 (MAHASZ)                                                                              | 플래티넘 | 2,000^        |
| 폴란드 (ZPAV)                                                                                | 골드     | 10,000*       |
| 스위스 (IFPI 스위스)                                                                         | 골드     | 10,000^       |
| 영국 (BPI)                                                                                   | 골드     | 100,000       |
| 미국 (RIAA)                                                                                  | 플래티넘 | 1,000,000     |
| *판매량을 기반으로 한 인증 · ^출하량을 기반으로 한 인증 · 판매량+스트리밍을 기반으로 한 인증 |          |               |